# Presses Universitaires de France
Die Presses Universitaires de France (abgekürzt mit der Sigle PUF) sind der größte französische Universitätsverlag. Sie wurden 1921 in Paris gegründet.
Der Verlag fusionierte in den 1930er Jahren mit den drei Verlagshäusern von Félix Alcan (spezialisiert auf Philosophie), Leroux (spezialisiert auf Geschichte) und Rieder (Literatur im Allgemeinen). Bis 1968 wurde der Verlag von Paul Angoulvent geleitet. Im Jahre 2000 widerfuhren dem Verlag einschneidende Veränderungen, im Zuge deren die traditionsreiche Verlagsbuchhandlung im Pariser Universitätsviertel geschlossen wurde. Presses Universitaires de France veröffentlicht die Buchreihe Que sais-je ?